# Aurelio José González de Gregorio
Aurelio José González de Gregorio y Martínez de Tejada (Madrid, 10 de marzo de 1891 – Trujillo, 6 de marzo de 1938) fue un político tradicionalista y combatiente requeté español.

## Biografía
Nació en Madrid en 1891, hijo de los condes de la Puebla de Valverde. En 1910 se licenció en Derecho. Era miembro de la Orden Militar de Montesa, en la que ingresó el 20 de enero de 1920 junto con sus hijos Aurelio y Joaquin.
Al proclamarse la Segunda República en 1931 se dedicó completamente a defender sus ideales dentro de la Comunión Tradicionalista. Fundó en Madrid el Círculo de la juventud, situado en la calle de San Agustín, del que surgió la Agrupación Escolar Tradicionalista (AET). Era uno de los monárquicos que organizaba la instrucción paramilitar en la iglesia de la Concepción de la calle de Núñez de Balboa, templo donde en noviembre de 1931 se descubrió un arsenal de armas. También organizó el Requeté en la capital de España y fue nombrado delegado nacional de Juventudes por la dirección de la Comunión Tradicionalista. Debido a su intensa militancia política fue detenido numerosas veces y llegó a ingresar en la Cárcel Modelo de Madrid, permaneciendo preso más de dos meses. Como presidente de la Juventud Tradicionalista, recorrió toda España en una campaña de mítines que culminó en un aplec celebrado en Montserrat que tuvo mucho éxito.

Colaboró intensamente en los planes para rebelarse contra el régimen republicano, participando en una iniciativa de gran importancia que le obligó en mayo de 1936 a salir de Madrid, tras ser descubierta debido al hallazgo de unos uniformes de la Guardia Civil. Después de permanecer oculto varios días en diferentes sitios, se refugió en Lisboa, desde donde actuó de enlace de la Comunión Tradicionalista con el general Sanjurjo. 

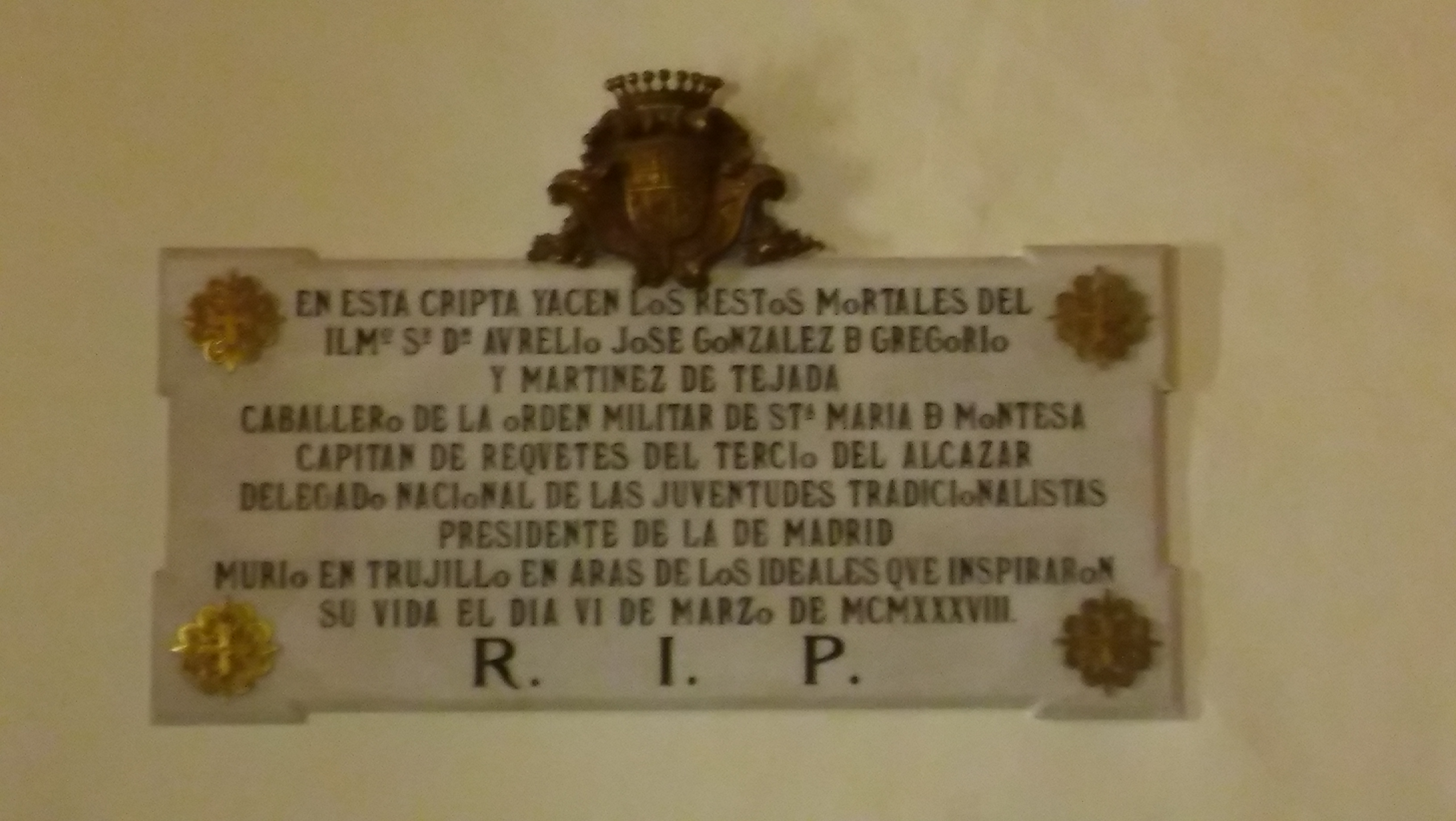
Lápida del enterramiento del capitán de Requetes Aurelio José González de Gregorio en la Iglesia de El Carmen en Soria.

Estando en la capital de Portugal, en julio de 1936, le sorprendió el inicio de la sublevación militar contra el gobierno republicano. Con el grado de capitán de Requetés, entró en el Alcázar de Toledo tras ser conquistada la ciudad por las fuerzas del bando sublevado. Allí se formaría el Tercio de Requetés El Alcázar, que actuaría en los frentes de Madrid, Guadalajara y Cataluña. En Toledo fundó además el diario El Alcázar como continuación del que venía publicándose durante el asedio a la fortaleza y que una vez acabada la Guerra Civil continuó editándose en Madrid.